# Elemental (album de Loreena McKennitt)
Pour les articles homonymes, voir Elemental.
Albums de Loreena McKennitt
To Drive the Cold Winter Away
(1987)
Elemental est le premier album de la musicienne canadienne Loreena McKennitt, sorti en 1985.
Il comprend, pour l'essentiel, des reprises de traditionnels. Les sonorités de cet album ne sont pas encore celles des albums plus tardifs qui feront le succès de Loreena McKennitt : on entend essentiellement de la harpe et des accompagnements au synthétiseur, derrière la voix de la chanteuse.

## Liste des morceaux
| No | Titre                                     | Auteur                            | Durée |
| -- | ----------------------------------------- | --------------------------------- | ----- |
| 1. | Blacksmith (traditionnel)                 |                                   | 3:20  |
| 2. | She Moved Through the Fair (traditionnel) | Padraic Colum                     | 4:05  |
| 3. | Stolen Child                              | Loreena McKennitt / W.B. Yeats    | 5:05  |
| 4. | The Lark in the Clean Air (traditionnel)  |                                   | 2:06  |
| 5. | Carrighfergus (traditionnel)              |                                   | 3:24  |
| 6. | Kellswater (traditionnel)                 |                                   | 5:19  |
| 7. | Banks of Claudy (traditionnel)            |                                   | 5:37  |
| 8. | Come by the Hills (traditionnel)          |                                   | 3:05  |
| 9. | Lullaby                                   | Loreena McKennitt / William Blake | 4:26  |

## Personnel
- Loreena McKennitt : Chant, Harpe, Accordéon, Guitare, Synthétiseur
- Cedric Smith : Guitare, chœurs (5,  6)
- George Greer :  Basse acoustique (3)
- Pat Mullin : Violoncelle (3, 4, 9)
- Douglas Campbell : Récitation (9)
- John Hazen : Effets sonores